# Iosef Bardanașvili
Iosef Bardanașvili, născut Ioseb Bardanașvili, cunoscut și ca Soso Bardanașvili, (în ebraică יוסף ברדנשווילי, în georgiană იოსებ ბარდანაშვილი), n. 23 noiembrie 1948, Batumi, Georgia) este un compozitor israelian, evreu originar din Georgia.
S-a născut la Batumi, in regiunea Adjaria din Georgia într-o familie evreiască. A urmat cursuri la clasa de 
compoziție a Conservatorului  din Tbilisi, unde a terminat titlul de doctor in muzică în anul 1975 .
Apoi a fost cadru didactic la acest conservator, predând compoziția și alte subiecte de teorie muzicală.
A fost în câteva rânduri compozitorul casei al  teatrului Rustaveli  din capitala Georgiei. Între anii           a fost directorul colegiului  muzical din Batumi , iar un timp a fost numit ministru adjunct al  culturii al Regiunii Autonome  Adjaria.   
Artist emerit al Georgiei, a fost pentru o vreme și directorul artistic al Societății de muzică a Georgiei.
In anul 1995 a emigrat în Israel, unde se stabiliseră de mult numeroși membri ai familiei sale.
În Israel a lucrat la început câteva luni în munci ocazionale - la un magazin de legume - iar mai apoi căpătând recunoașterea valorii sale de creator și om de cultură , a fost compozitorul casei al orchestrei Simfonetta din Raanana, a desfășurat o activitate didactică , predând muzică la școala de foto-cinematografie Camera obscura din Tel Aviv, a predat un curs despre "Imagine si Muzica"  și apoi un curs de compozitie la Conservatorul Rubin din Tel Aviv.
Iosef Bardanașvili s-a distins încă în Georgia și în spațiul ex-sovietic ca unul din compozitorii de frunte ai celei de-a doua generații a avangardei muzicale.
Autor de simfonii, de muzica vocală și de cameră, de concerte simpfonice, el este și un autor apreciat de muzică de scenă si de film. A compus muzică la peste 40 de spectacole teatrale  și la peste 20  filme.
El a continuat această activitate și în Israel.
El trăiește în orașul Bat Yam, la sud de Tel Aviv și se ocupă și cu pictura. 
I s-a decernat premiul Asociației autorilor și editorilor  de muzică din Israel, Akum, pentru muzică  la spectacolul cu piesa clasică idiș Dybbuk de S.Anski pusă în scenă la Teatrul Kameri din Tel Aviv. De asemenea - premiul primului ministru pentru întreaga activitate muzicală de până atunci.

## Compoziții
- 3 simfonii (1979,2001,2006)
- 4 opere:
  - Opera rock „Alternativa” (1976)
  - „Stele rătăcitoare” (1982) (dupa cartea lui Șalom Alehem)
  - Opera de camera „Eva”
  - „Călătorie la capătul mileniului” (dupa romanul lui A. B. Yehoshua) (2005)
- Balete:
  - Baletul de cameră „Balada despre femeie” (1971)
  - Baletul rock „Educatorul” (1982)
  - Baletul „Sufletul rătăcitor ” (1991)
- Concerte pentru vioară, violă, violoncel, flaut (2), mandolină, pian
- Lucrări de cameră pentru diferite formații de instrumente
- Lieduri, cântece
- muzica de scenă

## Legături externe
- Iosef Bardanashvili la Internet Movie Database
- יוסף ברדנשווילי (Барданашвили Иосеф), enciclopedia evreiască electronică în limba rusă , (rusă)
- interviu cu compozitorul, luat de maxim reider, "Vesti", 1.2.1999, (rusă)

1. ↑  Josef Bardanashvili, Discogs, accesat în 9 octombrie 2017
2. ↑  Katalog der Deutschen Nationalbibliothek, accesat în 10 iunie 2020